# Tetrapteris cotoneaster
Tetrapteris cotoneaster là một loài thực vật có hoa trong họ Malpighiaceae. Loài này được (Kunth) Juss. miêu tả khoa học đầu tiên năm 1840.